# Friesendorf (Adelsgeschlecht)

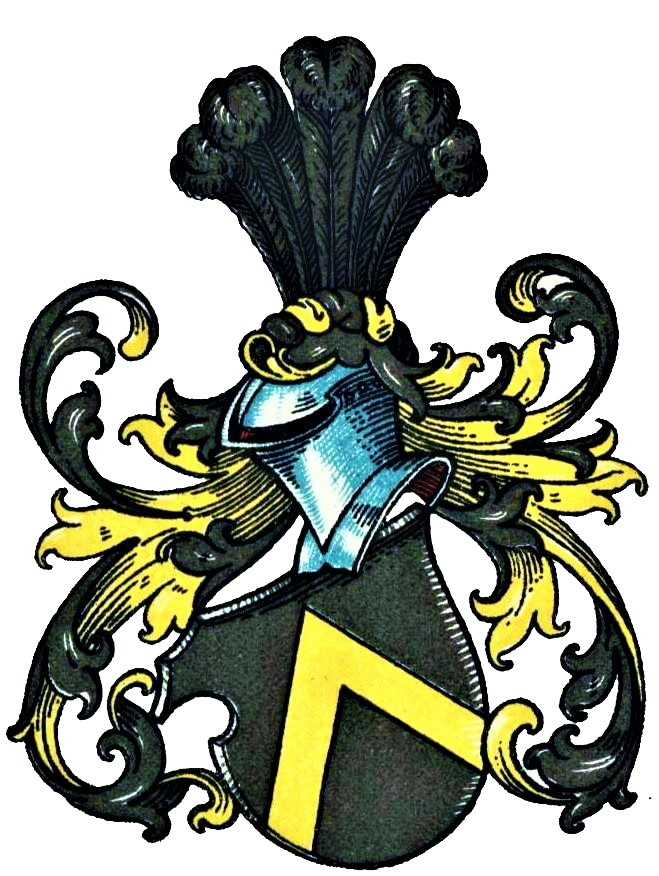
Stammwappen derer von Freisendorf im Wappenbuch des Westfälischen Adels

Friesendorf (auch Friesendorff, Fresendorff, Friesendorp, Freisendorp, Fresendorp, Vreysendorp o. ä.) ist der Name eines westfälisch-baltischen Adelsgeschlechts.

## Geschichte
Das Geschlecht war ursprünglich in der Grafschaft Mark ansässig. Dort besaß es Freisenbruch, heute ein Stadtteil von Essen. Von den Grafen von der Mark erhielt die Familie das Drosten-Amt verliehen. Außerdem waren sie Burgmänner zu Kamen (urkundl. 1419–1574) und besaßen in Westfalen Opherdicke sowie den dortigen Richterstuhl (1522–1719), Edinckhausen (1604), Heringhoff in Kamen (1572–1711), Hessinck (1572), Kotten (1660–1720) und Wickede (1562). Im Hannoverschen hatten sie ferner Bienenbüttel (1667) und Langwedel (1643). 1297 erscheint ein Rutger de Vresendorpe, 1344 ein Albert von Friesendorp und 1343–1345 der Knappe Theodorus de Freysendorp. 1313 führte Engelbert von Vresendorf Fehde mit der Stadt Osnabrück. 1388 war ein Friesendorf Helfer der Stadt Dortmund gegen den Erzbischof von Köln. 1419 urkundeten Albert und Angelbert von Friesendorf beim Verbund der Ritterschaft und Städte der Grafschaft Mark. Letzterer wohnte in Kamen. Der urkundlich 1436–1439 erscheinende Albert von Friesendorf war mit Mechtild von Wickede verheiratet. Aleid von Friesendorf war 1452 Ehefrau des Gottschalk von Zelion genannt Brandis, Bürgermeister von Werl. Heinrich von Friesendorf lag 1471–1481 mit dem Herren von Strünkede im Streit. 1537 war Johann von Friesendorf Bürgermeister zu Unna. Ludwig Dietrich von Friesendorf starb 1670. In Westfalen erlosch das Geschlecht um 1720.
Nach Livland kam die Familie mit Claus von Friesendorf, der 1567 Rat von Heermeister Johann Wilhelm von Fürstenberg wurde. Nach Auflösung des Deutschen Ordens war Claus von Friesendorf in polnischen Diensten und Herr auf Kyrup in Polnisch-Livland. König Sigismund I. von Polen verlieh ihm als „von Fresendorp“ eine Wappenbesserung (siehe unten). Schon vorher hatte Arend Friesendorff, Bruder von Claus, 1559 vom Ordensmeister Johann Wilhelm von Fürstenberg das „Riesenland“ erhalten. Wohl derselbe Arend besaß 1605 Kumbla im Düneburgischen. Sein Sohn Heinrich von Fresendorff wurde laut Ritterbanksabschied von 1620 bei Klasse II, sub Nr. 92 der Kurländischen Adelsmatrikel verzeichnet. Mit dessen Sohn Gerhard auf Kyrup erlosch diese Linie und Kyrup fiel an Johann Friedrich von Friesendorf (1617–1669), der ein Urkenkel von Wilhelm von Friesedorf, dem 2. Sohn von Claus von Friesendorf, war. Johann Friedrich war in schwedischen Diensten, war Gesandter beim Friedensschluss von Münster und Osnabrück, Resident in Portugal 1649, Kammerrat 1653, Hof- und Kommerzienrat und Gesandter in London. Dort erlangte er 1661 den Englischen Baronetstand und 1665 den Reichsfreiherrenstand. Er hatte drei Söhne, die 1705 als Freiherren in Schweden naturalisiert wurden: Johann Friedrich von Friesendorf († 1725) war königlich-schwedischer Leutnant. Carl Gustav von Friesendorf (1663–1715) war bevollmächtigter Minister in Berlin. Magnus Gabriel von Friesendorf († 1719) war schwedischer Leutnant.

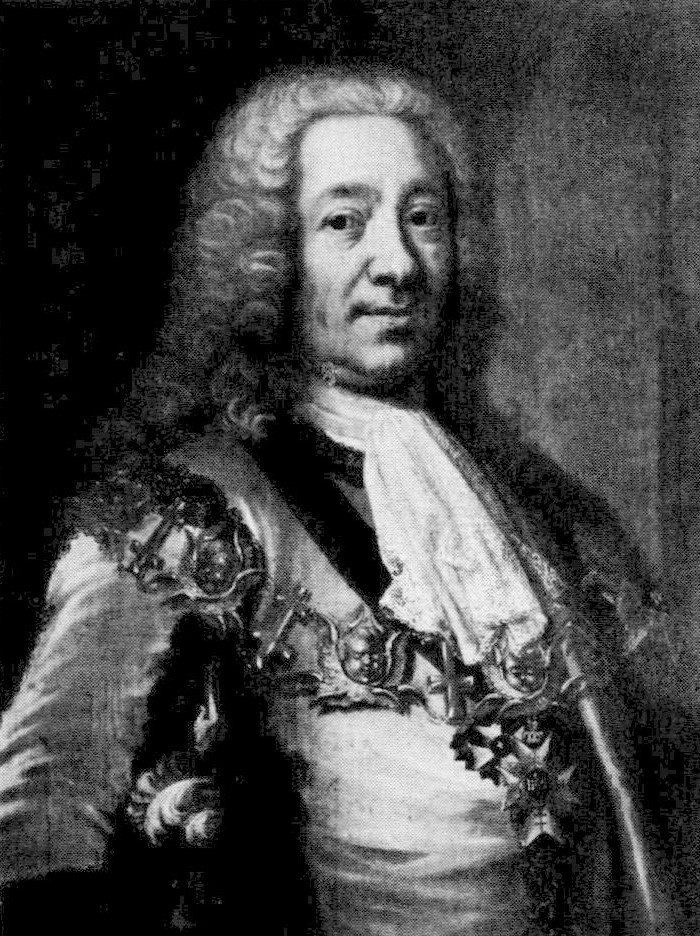
Fredrik von Friesendorff (1707–1770)

Carl Gustavs Sohn Frederik von Friesendorf (1707–1770) wurde 1731 sub Nr. 200 in das Ritterhaus zu Stockholm introdoziert. Die Nachkommen des Johann Friedrich wurden mit dessen Urenkel, dem königlich-schwedischen Leutnant Friedrich Reinhold Freiherr von Friesendorf, in Finnland 1818 sub Nr. 11 immatrikuliert. Diese Linie erlosch mit seinem Tod am 2. Dezember 1829. 1876 erhielt Freiherr Gustav Friedrich von Friesendorf die Anerkennung der Zugehörigkeit zur Familie Friesendorf durch kaiserlichen Ukas.

## Wappen
- Blasonierung des Stammwappens: In Silber ein goldener Sparren. Auf dem schwarz-golden bewulsteten Helm fünf schwarze Straußenfedern. Die Helmdecken sind schwarz-golden.[1]

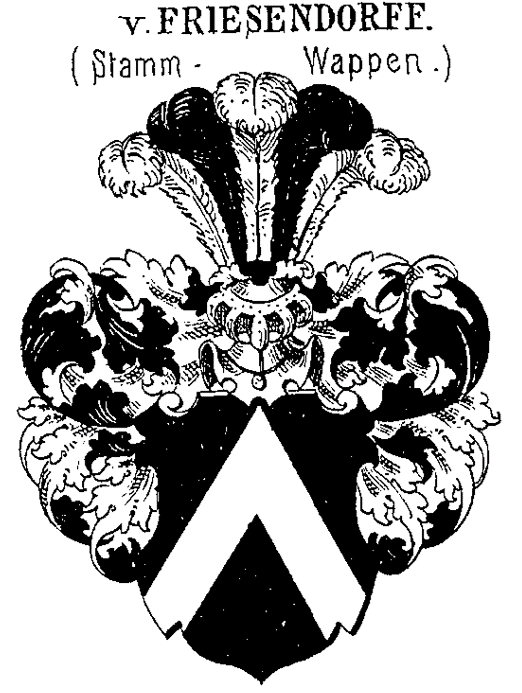
Stammwappen derer von Friesendorff bei Johann Siebmacher
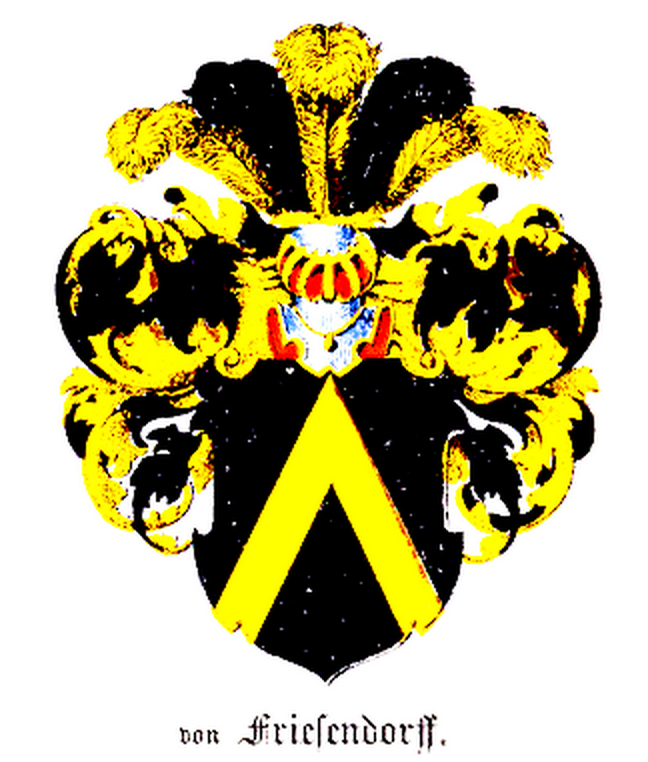
Stammwappen derer von Friesendorff bei Carl Arvid Klingspor

- Blasonierung des Wappens mit königlich-polnischer Wappenbesserung: In Blau ein roter Sparren begleitet von drei (oben zwei und unten einem) silbernen Sternen. Auf dem rot-blau bewulstenen Helm ein offener Flug, rechts rot, links blau, dazwischen ein silberner Stern.

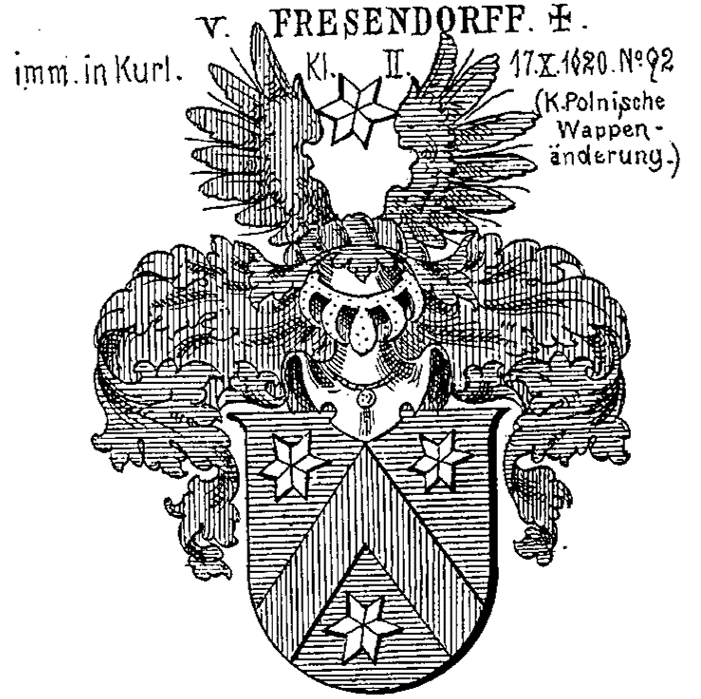
Wappen derer von Fresendorff bei Johann Siebmacher

- Blasonierung des Wappens der schwedischen Reichsfreiherren von 1665: Zweimal gespalten, einmal geteilt, mit einem von einer fünfperligen Krone gekräntem schwarzen Herzschild mit einem goldenen Sparren. Felder 1 und 6 in Gold ein roter einwärts springender Löwe; Felder 2 und 5 in Gold ein schwarzer Doppeladler, ein weißer Stern auf der Brust; Feld 3 in Silber fünf (2:1:2) rote Türme; Feld 4 in Blau ein silbern gekrönter Helm mit offenem, rot-silbern geteilten Flug in gewechselten Farben, zwischen den Flügeln zwei silberne Fähnchen; auf dem Schild liegt die Schwedische Freiherrenkrone. Drei Helme: I. rot-golden bewulstet, ein einwärts gewandter wachsender roter Löwe; II. gekrönt; der schwarze Doppeladler mit dem silbernen Stern vor drei golden und zwei silbernen abwechselnd gestellten Straußenfedern; III. wie I. Das Ganze ist von einem roten Mantel umgeben.[9]

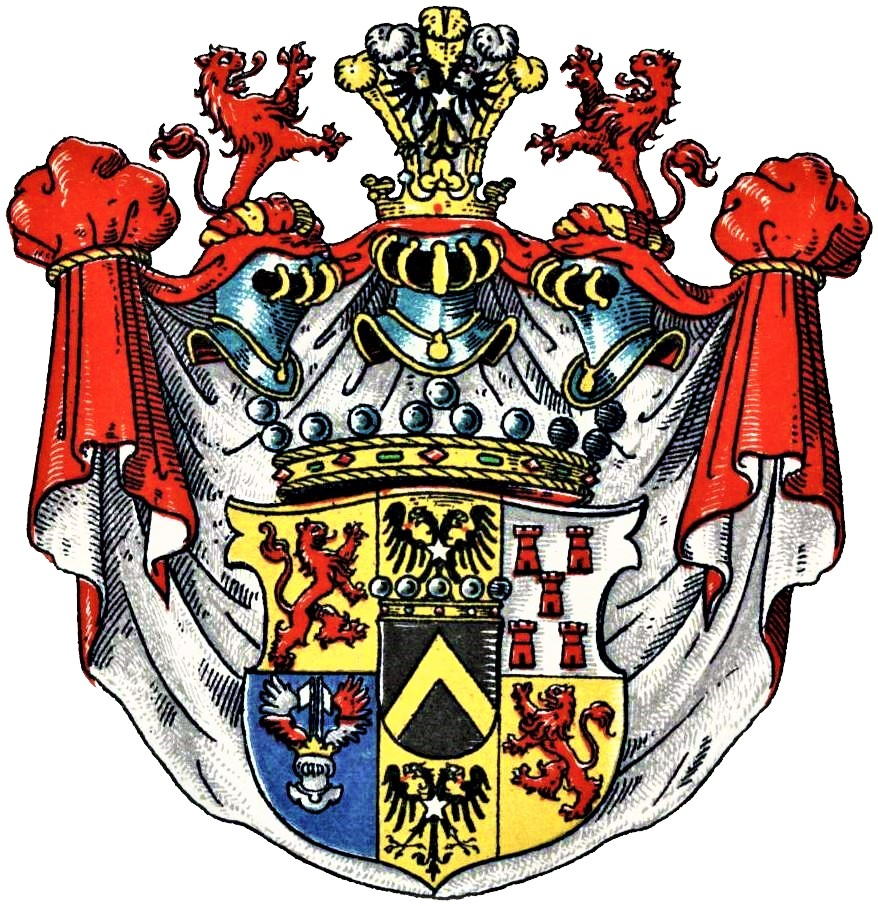
Wappen der standeserhöhten schwedischen Freiherrn von Friesendorp-Cronenwerth im Wappenbuch des Westfälische Adels
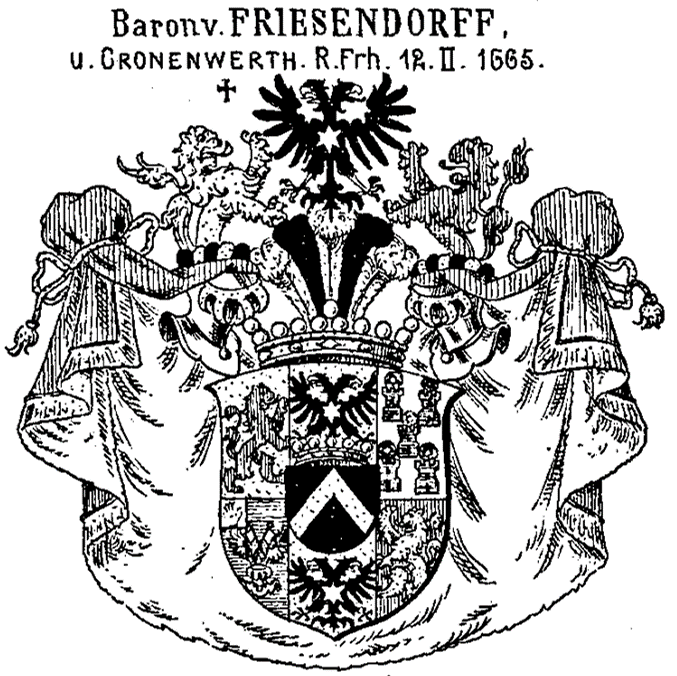
Wappen der Barone von Friesendorff und Cronenwerth bei Johann Siebmacher

- Blasonierung des Wappens der schwedischen Freiherren von 1705: Geviert mit schwarzem Herzschild, in dem ein goldener Sparren. Felder 1 und 4 ein goldener Turm in Blau. Felder 2 und 3 in Silber ein schwarzer Doppeladler, einen silbernen Stern auf der Brust; Schildfuß in drei Reihen rot-silbern geschacht. Auf dem Schild die Schwedische Freiherrenkrone. Zwei Helme, je mit der Schwedischen Freiherrenkrone gekrönt: I. abwechselnd drei goldene und zwei schwarze Federn; II. goldener wachsender doppelgeschwänzter Löwe. Die Helmdecken sind rechts blau-golden-schwarz-silbern und links rot-silbern-blau-golden.[9]

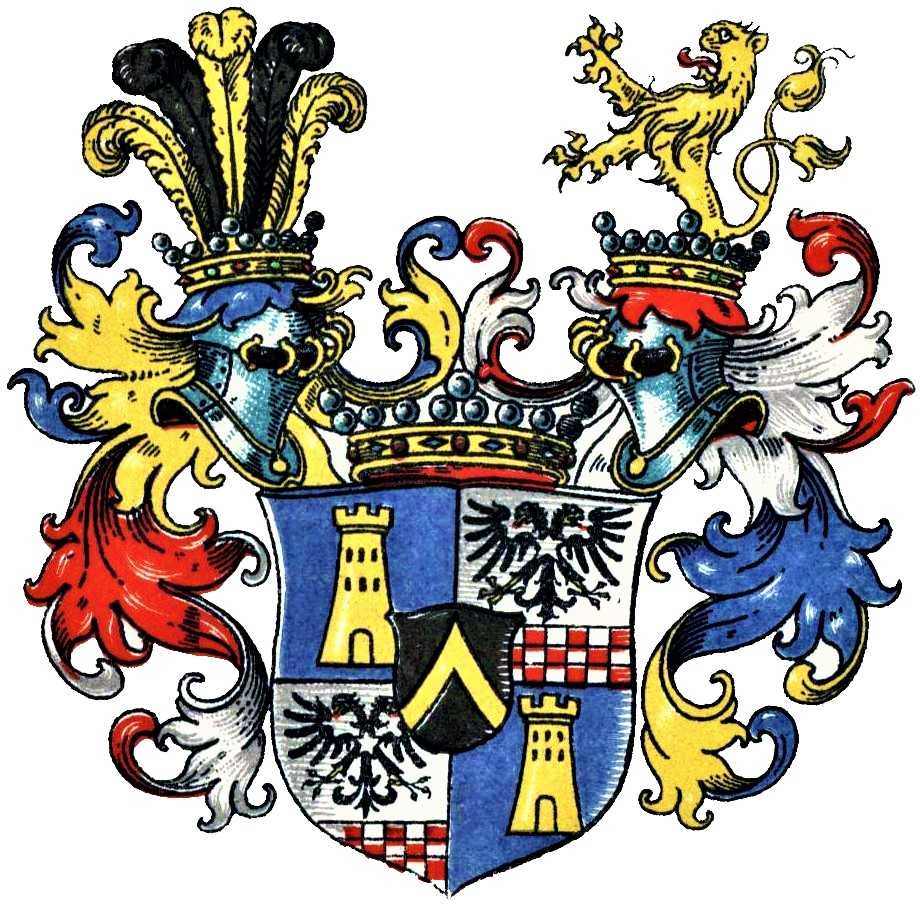
Wappen der schwedischen Freiherren von Friesendorp im Wappenbuch des Westfälischen Adels
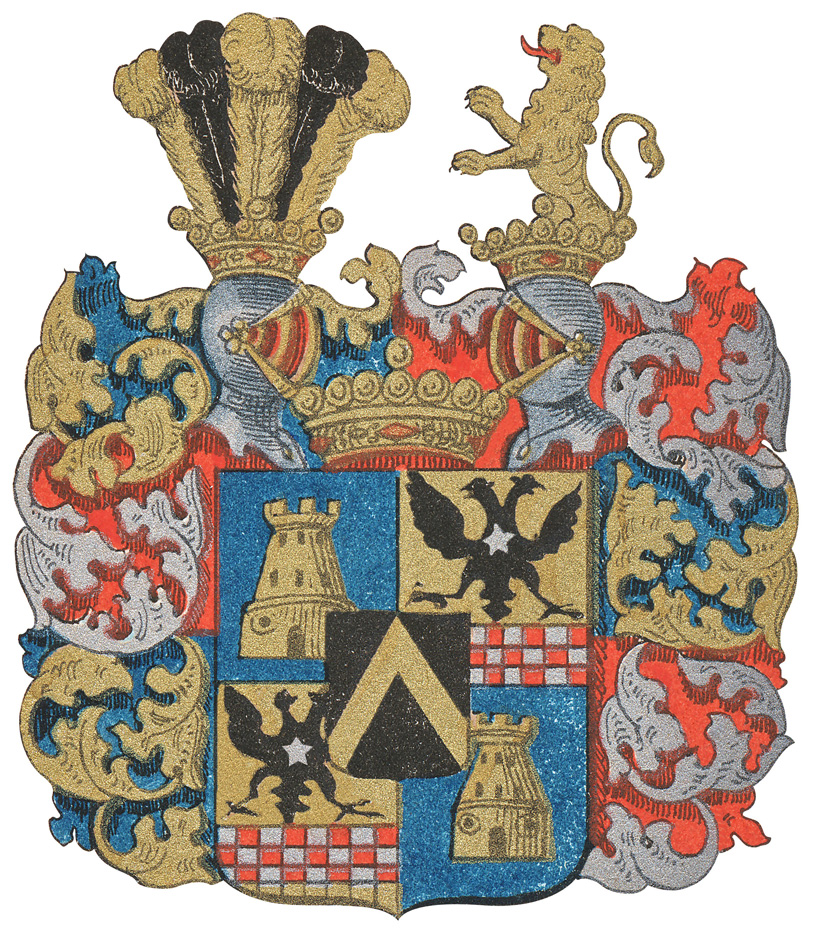
Wappen derer von Friesendorff bei der Schwedischen Ritterschaft
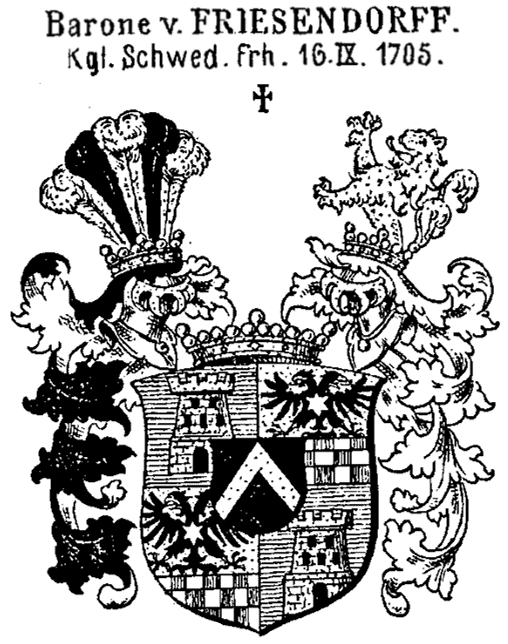
Wappen der Barone von Friesendorf bei Johann Siebmacher